# Gap (Altos Alpes)
Gap es una localidad y comuna francesa, capital del departamento de los Altos Alpes, con una población de 39.744 habitantes (2010) según datos del Insee.
Es la cabecera de seis cantones: Campagne, Centre, Nord-Est, Nord-Ouest, Sud-Est y Sud-Ouest.

## Historia
Fundada por los Galos, el emperador romano Augusto estableció la ciudad el año 14 a. C. y la renombró a Vapincum. Gap se anexó a la Corona francesa en 1512.
Napoleón I dejó Elba en febrero de 1815 y llegó a Gap el 15 de marzo con 40 soldados de caballería y 10 granaderos. Toda la población de la ciudad le acompañaba cuando partía de Gap.

## Geografía
Se encuentra a 745 metros sobre el nivel del mar, dispuesta a lo largo del margen derecho del río Luye, cerca de su desembocadura en el río Durance.

## Transporte público eléctrico
El Ayuntamiento de Gap ha comenzado a utilizar autobuses eléctricos de BE Green.